# Thomas Hornsby
Pour les articles homonymes, voir Hornsby.
Thomas Hornsby (1733-1810) est un astronome et mathématicien britannique.

## Biographie
Hornsby devient membre du Corpus Christi College de l'université d'Oxford en 1760. Il occupe la chaire Saville d'astronomie à partir de 1763. La même année il est nommé professeur de philosophie expérimentale.
Il travaille sur les transits de Vénus de 1761 et 1769 et choisit le lieu d'observation du transit de 1769 à Tahiti, observation effectuée pendant le premier voyage de James Cook. Hornsby observe le transit de 1761 au château de Shirburn dans l'Oxfordshire et celui de 1769 depuis la Tour des cinq ordres sur le site de la Bodleian Library. Il publie des études comparatives de ces deux transits en 1763 et 1769 dans les Philosophical Transactions of the Royal Society. Son papier de 1763 comporte aussi la planification des observations de 1769.
Hornsby est le maître d'œuvre de l'établissement de l'observatoire Radcliffe à Oxford en 1772 dont il devient le directeur la même année. En 1782 il est nommé professeur sedleien de philosophie naturelle de l'université d'Oxford et en 1783, responsable de la Radcliffe Library.
Les observations de Hornsby se compte par dizaines de milliers mais ne seront pas publiées avant 1932. Un cratère sur la Lune porte son nom, le cratère Hornsby.